# Агриньерит
Агриньери́т (англ. Agrinierite) — очень редкий урановый минерал, относящийся к классу оксидов. Химическая формула: K2Ca(UO2)6O6(OH)4·5H2O.
Найден только на урановом месторождении Margnac Mine во Франции. Назван в честь Генри Агринье (Henri Agrinier, 1928—1971), инженера минералогической лаборатории комиссариата атомной энергетики (Париж, Франция).